# Neues Museum (Berlin)
 For alternative betydninger, se Neues Museum. (Se også artikler, som begynder med Neues Museum)
Neues Museum (dansk: Det Nye Museum) er et museum i Berlin, Tyskland. Museet er beliggende umiddelbart nord for Altes Museum (dansk: Det Gamle Museum) på Museumsøen i floden Spree.
Museet blev bygget mellem 1843 til 1855 efter planer af Friedrich August Stühler. Museet blev lukket ved begyndelsen af 2. Verdenskrig i 1939, og store dele af bygningen blev ødelagt under bombningerne af Berlin. Genopbygningen af museet blev udført af den engelske arkitekt David Chipperfield. Museet åbnede officielt for offentligheden den 9. oktober 2009 og modtog en 2010 RIBA European Award og i 2011 Mies van der Rohe-prisen.
På museet findes egyptiske og forhistoriske samlinger, som museet også gjorde før krigen. Blandt disse artefakter tæller den ikoniske Nefertiti-buste.
Museet er både en del af museumskomplekset på Museumsøen i Spree, men også en individuel bygning i sig selv, og vidner om de omkringliggende neoklassicistiske museer. Neues Museum blev bygget under den industrielle revolution, og spiller derfor også en rolle i teknologihistorien.